# Оробей, Валерий Леонидович
Валерий Леонидович Оробей (род. 26 января 1960, Запорожье) — горновой доменного цеха акционерного общества «Запорожский металлургический комбинат „Запорожсталь“», Герой Украины (2006).

## Биография
Родился 26 января 1960 года в Запорожье.
В 1979 году окончил Запорожский металлургический техникум.
С 1979 года работал горновым в доменном цехе завода «Запорожсталь».
В настоящее время продолжает работать в дневной бригаде горновых, как исполняющий обязанности старшего мастера.

## Награды
- Герой Украины (с вручением ордена Державы, 19.08.2006 — за выдающиеся личные заслуги перед Украинским государством в развитии металлургии, достижение высоких производственных показателей, многолетний самоотверженный труд).
- Заслуженный металлург Украины (2003).